# Catathelasma ventricosum
Catathelasma ventricosum är en svampart som först beskrevs av Peck, och fick sitt nu gällande namn av Rolf Singer 1940. Catathelasma ventricosum ingår i släktet Catathelasma och familjen Tricholomataceae.   Inga underarter finns listade i Catalogue of Life.

### Fotnoter
1. ↑  Pomerl. (1980) , In: Naturaliste Can. 107:303
2. ↑  Peck (1907) , In: Bull. Torrey bot. Club 34:104
3. ↑  Peck (1896) , In: Bull. Torrey bot. Club 23:414
4. ↑  Singer (1940) , In: Revue Mycol., Paris 5:9
5. 1 2  Bisby F.A., Roskov Y.R., Orrell T.M., Nicolson D., Paglinawan L.E., Bailly N., Kirk P.M., Bourgoin T., Baillargeon G., Ouvrard D. (red.) (26 februari 2011). ”Species 2000 & ITIS Catalogue of Life: 2011 Annual Checklist.”. Species 2000: Reading, UK. http://www.catalogueoflife.org/annual-checklist/2011/search/all/key/catathelasma+ventricosum/match/1. Läst 24 september 2012.
6. ↑  Species Fungorum. Kirk P.M., 2010-11-23